# Hönselberg
Koordinaten: 50° 18′ 13″ N, 6° 44′ 58″ O
Das Naturschutzgebiet Hönselberg liegt im Landkreis Vulkaneifel in Rheinland-Pfalz auf dem Gebiet der Ortsgemeinden Üxheim und Kerpen. Das Gebiet erstreckt sich östlich und nordöstlich von Loogh, einem Ortsteil von Kerpen, und südlich von Niederehe, einem Ortsteil von Üxheim. Östlich des Gebietes verläuft die Landesstraße L 68, westlich fließt der Felschbach und nordöstlich erstreckt sich das 56,4 ha große Naturschutzgebiet Ahbachtal.

## Bedeutung
Das rund 48 ha große Gebiet wurde im Jahr 1983 unter der Kennung 7233-033 unter Naturschutz gestellt. Es umfasst Wacholderheide und Laubwald mit seltenen und bedrohten Tier- und Pflanzengesellschaften. Schutzzweck ist die Erhaltung des Gebietes.